# Darja Wakułka
Darja Iwanauna Wakułka (biał. Дар’я Іванаўна Вакулка, ur. 7 czerwca 2002 w Mozyrzu) – białoruska siatkarka, grająca na pozycji atakującej, reprezentantka kraju.
Karierę sportową rozpoczęła w klubie RGUOR Mińsk. W 2019 roku podpisała kontrakt z drugim zespołem Minczanki Mińsk, a dwa lata później dołączyła do pierwszej drużyny.
W 2020 roku wraz z młodzieżową reprezentacją Białorusi wywalczyła brązowy medal mistrzostw Europy U19.